# Harlekin mekanisk statue
Harlekin mekanisk Statue eller Cassander indbildt syg er en pantomime i én akt af italieneren Giuseppe Casorti spillet i 1848 og 1850 på Casino. Forestillingen har siden 1897 spillet på Tivolis Pantomimeteater og spilles stadig. Harlekin mekanisk statue og Harlekin skelet er de to ældste pantomimer, som stadig spilles.  
| Kunst og kultur | Spire Denne artikel om scenekunst og teater er en spire som bør udbygges. Du er velkommen til at hjælpe Wikipedia ved at udvide den. |